# 콜피노섬

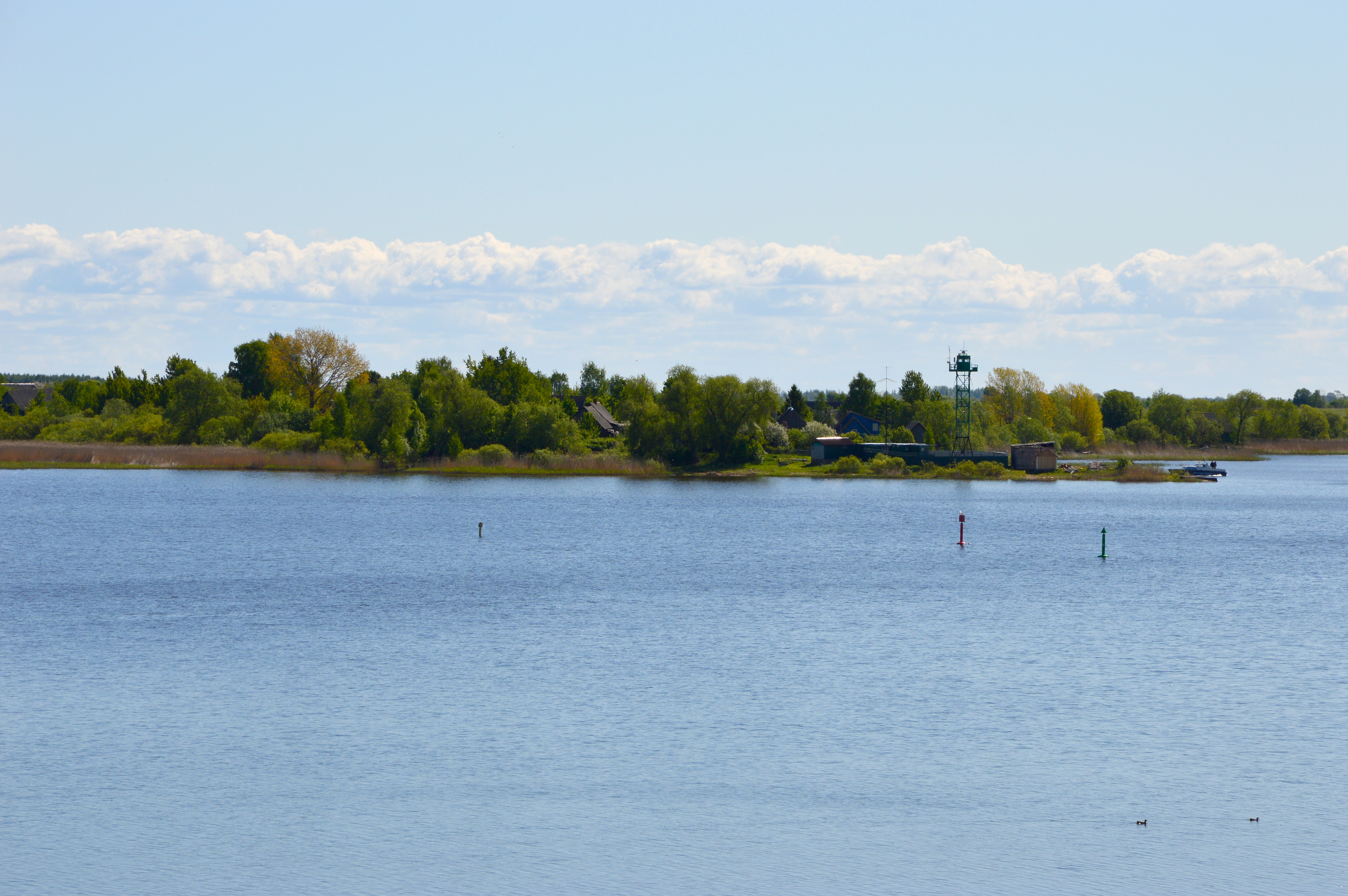

콜피노섬(러시아어: Колпино/oстров Колпинa, 에스토니아어: Kulkna, 버로어: Kulḱna)는 프스코프 주 프스콥스코예호에 위치해 있다. 면적은 11,5 km²이고 중심지는 콜피노이다.
1934년 4월, 이 섬에서는 150명의 참가자가 참여한 대규모 난투가 벌어져 50명의 현지인이 부상당했다.